# Olividae
Olividae zijn een familie van weekdieren uit de klasse van de Gastropoda (slakken).

## Taxonomie
De volgende taxa zijn bij de familie ingedeeld:
- Geslacht  † Lamprodomina Marwick, 1931
- Geslacht  † Spirancilla H. E. Vokes, 1936
- Geslacht  † Torqueoliva Landau, da Silva & Heitz, 2016
- Onderfamilie Agaroniinae Olsson, 1956
  - Geslacht Agaronia Gray, 1839
    - = Hiatula Swainson, 1831
- Onderfamilie Calyptolivinae Kantor, Fedosov, Puillandre, Bonillo & Bouchet, 2017
  - Geslacht Calyptoliva Kantor & Bouchet, 2007
- Onderfamilie Olivancillariinae Golikov & Starobogatov, 1975
  - Geslacht Olivancillaria d'Orbigny, 1841
    - = Lintricula H. Adams & A. Adams, 1853
    - = Scaphula Swainson, 1840
- Onderfamilie Olivellinae Troschel, 1869
  - Geslacht Cupidoliva Iredale, 1924
  - Geslacht Olivella Swainson, 1831
    - = Dactylidia H. Adams & A. Adams, 1853 accepted as Olivella Swainson, 1831
    - = Olivina d'Orbigny, 1841 accepted as Olivella Swainson, 1831
- Onderfamilie Olivinae Latreille, 1825
  - Geslacht Americoliva Petuch, 2013
  - Geslacht Felicioliva Petuch & Berschauer, 2017
  - Geslacht Miniaceoliva Petuch & Sargent, 1986
  - Geslacht Oliva Bruguière, 1789
    - = Carmione Gray, 1858
    - = Porphyria Röding, 1798
    - = Strephona Gray, 1847
    - = Strephopoma
    - = Viduoliva Petuch & Sargent, 1986

  - Geslacht Omogymna Martens, 1897
  - Geslacht Recourtoliva Petuch & Berschauer, 2017
  - Geslacht Vullietoliva Petuch & Berschauer, 2017